# Anvil Point
Anvil Point und der Anvil-Point-Leuchtturm liegen in der Nähe von Swanage an der Ärmelkanalküste auf der Halbinsel Purbeck, in der Grafschaft Dorset, an der Südküste von England.

## Geologie
Von Orcombe Point, in Westen, bis zu den  Old Harry Rocks, im Osten, erstreckt sich über eine Strecke von 153 Kilometer ein Küstenstreifen, der als erste Naturlandschaft in England von der UNESCO zum Weltnaturerbe erklärt wurde. Anvil Point ist Teil der Jurassic Coast, es zählt zu den Naturwundern dieser Welt und die Küste ist bekannt für ihre Fossilien.
Anvil Point ist auf dem Gelände des Durlston Country Park und liegt auf einem Hügel, etwa drei Kilometer vom Stadtzentrum Swanage. Anvil Point befindet sich im östlichen Teil des Portland Kalkstein und der Purbeck-Stein-Klippen, die sich von Durlston Head bis St Albans Head erstrecken. Das Gebiet der Isle of Purbeck hat eine lange Geschichte als Steinbruch, vor allem entlang der Klippen im Süden. Die Steinbrüche, z. B. Tilly Whim Caves, Dancing Ledge, Seacombe and Winspit, waren Lieferanten für Portland-Kalkstein, Purbeck-Stein und Purbeck-Marmor.
Die Klippen sind beliebt bei Geologen, bei Spaziergängern, als auch bei Bergsteiger.

## Der Leuchtturm

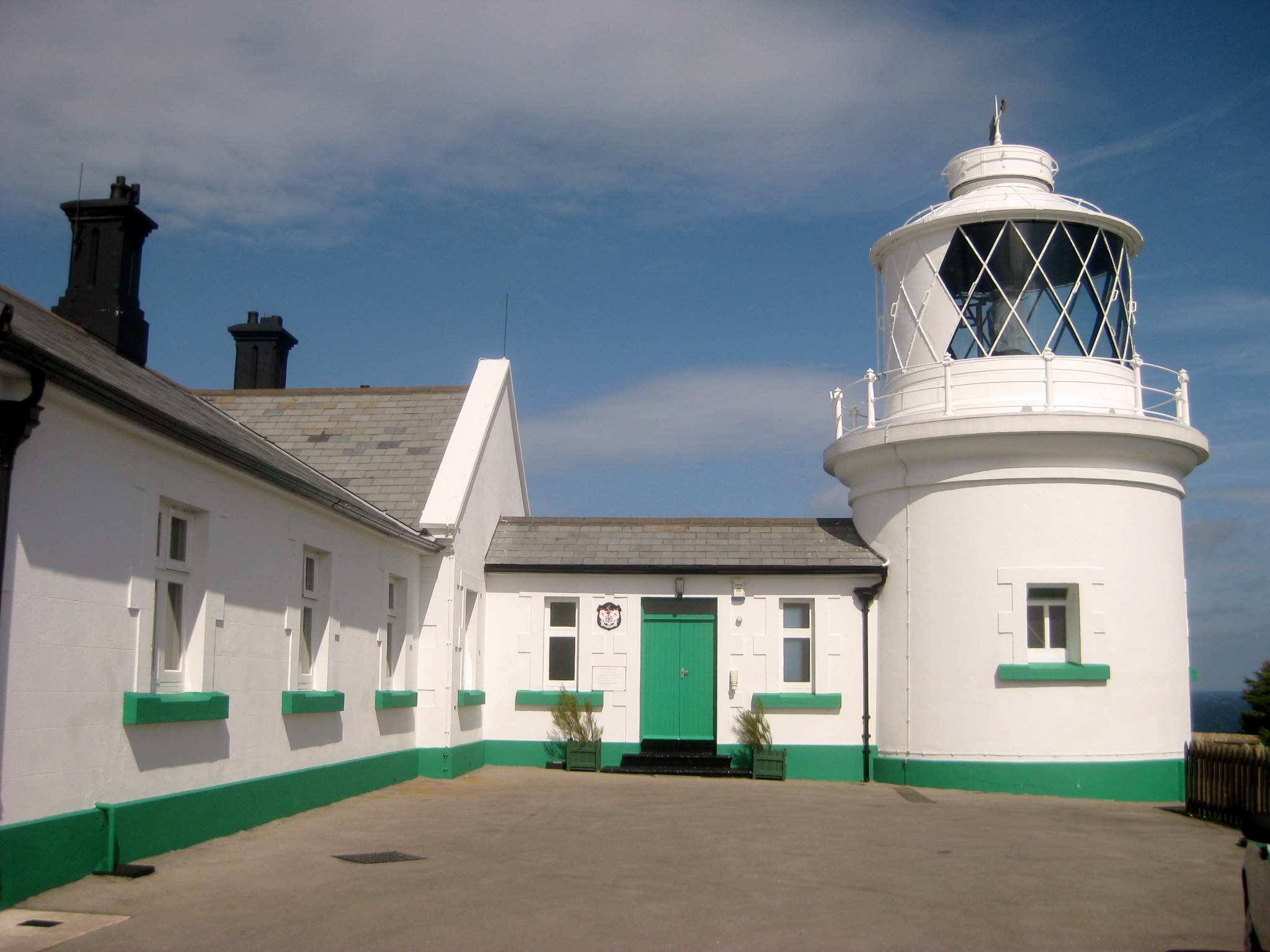
Anvil-Point-Leuchtturm

Der Leuchtturm ist aus lokalem Stein gebaut und wurde 1881 fertiggestellt. Der Leuchtturm selbst ist zwölf Meter hoch, das Licht befindet sich aufgrund der erhöhten Lage in einer Höhe von 45 Metern über dem Meeresspiegel. Das Licht ist so positioniert, um die Schiffe an der englischen Kanalküste entlang zu weisen. The-Needles-Leuchtturm (auf der Isle of White) im Osten, Anvil-Point-Leuchtturm und Portland-Bill-Leuchtturm (auf der Isle of Portland) im Westen bilden eine gerade Linie. Der Anvil-Point-Leuchtturm ist genau in der Mitte.
Ursprünglich wurde das Licht durch einen Paraffin-Dampf-Brenner generiert. Während 1960 wurde der Leuchtturm modernisiert und elektrifiziert. The Anvil Point Leuchtturm hat einen 1000-Watt-Glühlampe. Charakteristisch ist eine weiße Blitzleuchte, mit einer Intensität von 500.000 Candela, alle 10 Sekunden. Die Reichweite liegt bei etwa 24 Seemeilen (1 Seemeile (sm) ist 1852 Meter). Das alte Nebel-Signal war eine 5-Minuten-Kanone. Das Nebel-Signal wurde im Jahre 1981 durch neue Automaten ersetzt, aber diese sind nun eingestellt worden. Der Anvil-Point-Leuchtturm wurde auf dem 31. Mai 1991 voll automatisiert. Es ist jetzt überwacht und gesteuert vom Trinity-House-Kontrollcenter in Harwich. Der Leuchtturm hat ein Visitor Centre und ist manchmal für die Öffentlichkeit zugänglich. Der Leuchtturmkomplex steht unter Denkmalschutz und wird als Historisches Denkmal geführt. Einige der alten Gebäude sind renoviert und umfunktioniert worden und werden jetzt als Ferienhäuser vermietet.